# Светла Василева (оперна певица)
Свѐтла Васѝлева е българска оперна певица (сопран), работила през голяма част от кариерата си по световните сцени на оперните театри в Италия, Франция, Германия, Кралската опера в Лондон, Операта в Сидни, Австралия, Япония, Израел и други.

## Биография
Светла Василева е родена на 9 септември 1965 г. в Добрич. Завършва Държавната музикална академия в София със специалност „Пеене“. През сезон 1996 – 1997 година Светла Василева дебютира в Европа, а през 1997 – 1998 година прави оперния си дебют и в Съединените щати.
Още на 4-годишна възраст учителката ѝ по музика казала на родителите ѝ, че детето е надарено с глас, който може да я направи голяма звезда, но не в хора в Добрич, а в големите оперни зали из мегаполисите по света. След кратка начална подготовка в родния си град се отправя към варненската музикална школа. После обаче търси късмета си в София. Скъсана е на приемния изпит в Академията. Като причина е посочено, че не е ходила на уроци при тамошните преподаватели. Заради нуждата да прави нещо и да се издържа сама, става учителка в село край Добрич. Скоро обаче усеща, че не може да се задоволи с това „амплоа“. Връща се в София, посещава всички възможни уроци и консултации и доказва, че мястото ѝ е именно там – сред големите. Завършва Академията и заминава в Италия. Там отива на няколко прослушвания и ѝ дават стипендия.

## Активна кариера
Дебютът ѝ е през 1998 г. на оперната сцена във Вашингтон. В последния момент я канят да замести болната титулярна певица в ролята на Адина, в „Любовен еликсир“ от Доницети. Гласът ѝ предизвиква възторг в публиката и критиката. Музикалните авторитети я обявяват за „чудо“.
През лятото на 1998 г. се явява на фестивала в Равена заедно с Пласидо Доминго под диригентството на Рикардо Мути. Светла Василева е любимото сопрано на Андреа Бочели и Пласидо Доминго. Андреа Бочели посещава неин спектакъл в Тоскана и се запознават. Пяла е в дует с Пласидо Доминго и с Андреа Бочели, в арии на Пучини, Масне и Верди. Пее за публиката в Англия, Япония, Австралия, Америка и Франция. Пяла е и в САЩ на откриването на Операта в Сан Франциско, сезон 1998 – 1999 година.
Следват множество ангажименти в най-добрите опери в света. През 2000 г. Светла Василева печели конкурса „Травиата“ във Виена. През 2006 г. впечатлява публиката с изпълнението си в ролята на Травиата от едноименната опера, постановка на Франко Дзефирели в 55-ия Международен фестивал в Сантандер.

## Репертоар
Нейният репертоар включва главните роли в „Травиата“, Дездемона в „Отело“, Алис Форд във „Фалстаф“, Джилда в „Риголето“, Елизабет в „Дон Карлос“ от Верди, главната роля в „Пепеляшка“ от Жул Масне, Адина в „Любовен еликсир“ от Доницети, Мими в „Бохеми“, главната роля в „Манон Леско“, „Мадам Бътерфлай“ и „Тоска“ от Пучини, Микаела в „Кармен“ от Бизе, Неда в „Палячи“ от Руджеро Леонкавало, главната роля в „Русалка“ от Дворжак, Татяна в „Евгений Онегин“, Лиса в „Дама пика“ от Чайковски и много други.
Светла Василева пее в „Ла Скала“, Арена ди Верона, Кралската опера „Ковънт Гардън“, Виенската държавна опера и оперите в Лос Анджелис, Сан Франциско, Флоренция, Токио, Лиеж, Болоня, Женева, Вашингтон, Генуа, Рим, Чикаго, Париж и много други. В Израел е била в ролята на Лиу в „Турандот“ от Пучини.